# 春尋
春尋（はる の たずぬ、生没年不詳）は、平安時代前期の人物。左大臣源信の息子。源朝臣のちに春朝臣。

## 概要
知的障害があったため、父の信によって子と認められず系譜から削除されたが、881年（元慶5年）6月9日、兄弟の平・恭・保らの奏請により陽成天皇から春朝臣姓を賜与された。

## 系譜
- 父：源信
- 母：不詳
- 子：不詳